# Abdelkader Ghezzal
Abdelkader Mohamed Ghezzal - em árabe, عبد القادر محمد غزال  - (Décines-Charpieu, 5 de dezembro de 1984) é um futebolista argelino que atua como atacante. Atualmente, joga pelo Levante.

## Carreira
Ghezzal representou o elenco da Seleção Argelina de Futebol no Campeonato Africano das Nações de 2010.